# Valy, Pardubice
Valy là một làng thuộc huyện Pardubice, vùng Pardubický, Cộng hòa Séc.